# Gonzalo Espino Relucé
Rufino Gonzalo Espino Relucé (Roma, antes Tulape, valle de Chicama, distrito de Casa Grande, provincia de Ascope, departamento de La Libertad, Perú, 1956) es un filólogo, profesor universitario de literatura y poeta peruano. Ha escrito varios poemas en español, mientras que sus investigaciones tratan sobre todo las tradiciones orales andinas y también la literatura quechua.

## Lugar de nacimiento en el valle de Chicama
Gonzalo Espino Relucé nació en el valle de Chicama en 1956, en la localidad de Roma, un lugar que antes llevó el nombre Tulape significando en idioma mochica “lugar palúdico o enfermizo”, donde en 1912 había trabajado César Vallejo en la hacienda azucarera llamada Roma y donde también en 1912 la Guardia Civil del Perú había matado a por lo menos 150 campesinos en huelga. A veces Gonzalo Espino se presenta como Moche (o también en quechua cuzqueño como muchik runacha, “hombrecito mochica”). Cuando Gonzalo era niño de 14 años, en 1970, las haciendas del valle Chicama fueron expropiadas en el marco de la reforma agraria peruana de 1969 por el Gobierno Revolucionario de la Fuerza Armada de Juan Velasco Alvarado y entregadas a los campesinos en forma de Cooperativas Agrarias de Producción (CAP). Bajo el régimen de Alberto Fujimori en los años 1990 las tierras fueron reprivatizadas y acaparadas por las empresas agrícolas Gloria (familia Rodríguez Banda), Wong y Oviedo.

## Trayectoria
Gonzalo Espino empezó a escribir poemas desde joven. En 1991 publicó su primer poemario Casa Hacienda, donde en sus poemas habla de las luchas sindicales de los campesinos en el valle Chicama. Un otro libro de poesía salió en 2002, Mal de amantes. En 2018 apareció su poemario De ese hombre que dicen con poemas sobre el amor y la naturaleza. En su poemario Zafra de 2016 publicó poemas de los años desde 1982 hasta 2016 que una vez más tratan las luchas sociales en el Perú.
Gonzalo Espino estudió Literatura en la Universidad Nacional Mayor de San Marcos (UNMSM) en Lima y obtuvo su licenciatura en septiembre de 1983 y después el título de magíster en Literatura en julio de 1997. En 2002 concluyó su maestría en Ciencias Sociales con mención en Lingüística Andina y Educación Intercultural Bilingüe en la Escuela Andina de Postgrado (CBC) en Cusco con una tesis sobre prácticas de habla en dos relatos de Tarmapap Pachahuarainin recopiladas por Adolfo Vienrich en quechua yaru a inicios del siglo XX. Aprendió en la universidad el quechua sureño. En 2007 se doctoró en la misma universidad con su tesis “Etnopoética quechua : textos y tradición oral quechua”. Desde junio de 1980 es docente universitario de la UNMSM. Ha publicado varias obras sobre sus investigaciones en la literatura, sobre todo en las tradiciones orales andinas y la literatura quechua. Ha asesorado a algunos poetas y egresados conocidos, entre ellos Mauro Félix Mamani Macedo (doctorado, junio de 2011), Washington Córdova Huamán (magíster, mayo de 2013), Odi Gonzales Jiménez (doctorado, junio de 2013), Óscar Huamán Águila (licenciatura, febrero de 2017) y Roxana Quispe Collantes (doctorado, octubre de 2019). El 16 de noviembre de 2020 fue nombrado decano de la Facultad de Letras y Ciencias Humanas de la UNMSM.

## Obras

### Poesía
- 1991: Casa Hacienda. Lluvia Editores, San Isidro (Lima).
  - Ciruelo Yo, Encierro, Ciruelo de fraile, Cogollos, Idea atrevida, Casa Hacienda
- 2002: Mal de amantes. Dedo Crítico, Lima. 70 pp.
- 2013: Quinto. Ediciones Vicio Perpetuo Vicio Perfecto, Lima. ISBN 978-612-46507-0-3
- 2016: Zafra. Papel de Viento Editores, Trujillo (Perú).
  - Siete poemas de ficción real (1982)
  - Zafra (2016)
- 2018: De ese hombre que dicen. Pakarina Ediciones. 82 pp. ISBN 978-612-4297-28-1

### Obras académicas
- 1984: La Lira Rebelde Proletaria. Tarea, Lima. 176 pp.
- 1999: Imágenes de la inclusión andina. UNMSM, Facultad de Letras y Ciencias Humanas, Instituto de Investigaciones Humanísticas, Lima. 118 pp.
- 2002: Prácticas de habla en dos relatos de Tarmapap Pachahuarainin (Notas para una poética del relato). Maestría en Ciencias Sociales con mención en Lingüística Andina y Educación Intercultural Bilingüe. Sede Ecuador : Colegio Andino. Centro de Estudios Regionales Andinos Bartolomé de las Casas, Cusco. 74 pp. (PDF, pp. 1–40, PDF, pp. 41–74).
- 2003: Tradición oral, culturas peruanas, una invitación al debate. UNMSM, Fondo Editorial, Lima. 302 pp.
- 2004: Adolfo Viendrich. La inclusión andina y la literatura quechua. Universidad Ricardo Palma, Lima. 229 pp.
- 2007: Etnopoética quechua: textos y tradición oral quechua. UNMSM, Escuela de Post Grado, Facultad de Letras y Ciencias Humanas, Unidad de Post Grado, Lima. 412 pp. (PDF).
- 2010: La literatura oral o la literatura de la tradición oral. Pakarina Ediciones, Lima. 122 pp. ISBN 9786124570629
- 2012: Algunas costumbres de Incahuasi. Pakarina Ediciones, Lima. 48 pp. ISBN 978-612-46298-1-5
- 2014: Atuqpacha. Memoria y tradición oral en los Andes. Universidad Nacional Federico Villarreal, Lima, 399 pp.
- 2015: Literatura oral : Literatura de tradición oral, 3ª ed. Pakarina Ediciones, Lima. 114 pp. ISBN 6124679361 (ISBN13 9786124679360)
- 2016: Memoria, diálogo y propuesta. América Latina entre culturas y desafíos para la integración. Pakarina Ediciones, Lima. 138 pp. ISBN 978-612-4297-07-6
- 2019: Narrativa quechua contemporánea. Corpus y Proceso (1974-2017). 98 pp. ISBN 978-612-4297-34-2